# لاسلويات
اللاسلويات أو الأمنيوسات هي شعبة غير رسمية تتألف من الأسماك والبرمائيات، المعروفة باسم «الفقاريات البدائية» التي تضع بيضها في الماء. وتختلف هذه الشعبة عن شعبة السلويات، وهي «الفقاريات المتطورة» (الزواحف والطيور والثدييات)، التي تضع بيضها على اليابسة أو تُبقي على البويضة المخصبة داخل الأم.
ويشير الاسم إلى السلى، وهو الغشاء الذي يحيط بالجنين والذي يظهر أثناء عملية التطور الجنيني للسلويات؛ حيث يسمح هذا الغشاء بنقل الأكسجين إلى البويضة وطرد ثنائي أكسيد الكربون. وكما يوحي الاسم، لا يتطور غشاء السلى في اللاسلويات أثناء الحياة الجنينية فبدلًا من ذلك، تكون قادرة على تبادل الأكسجين وثنائي أكسيد الكربون والتخلص من الأيضات مع المياه المحيطة مباشرةً. فتساعد المياه على انتشار الفضلات (وبخاصة الأمونياك)، مما يسمح للجنين باستكمال التخلق المضغي دون أن يتعرض للتسمم من الفضلات التي يطردها. وفي أثناء عملية التخلق، تمر كل طوائف اللاسلوي بمرحلة تشبه من خلالها الأسماك، مما يدل على العلاقة الفيزيولوجية الوثيقة بينهم.

## خصائص اللاسلى

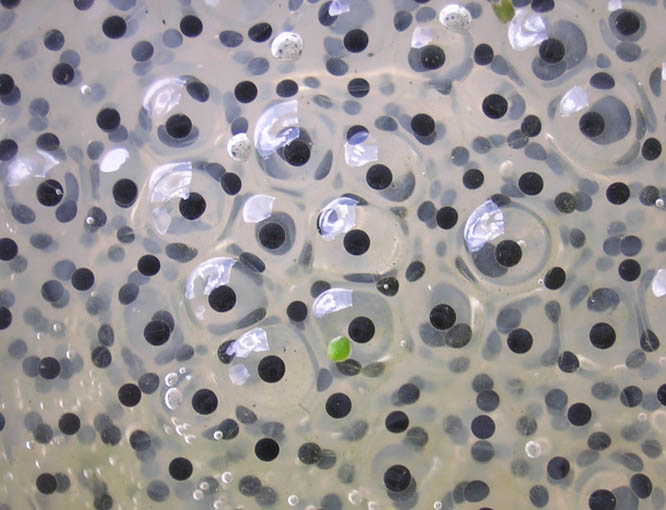
بيض حيوان لاسلوي مأخوذ من الضفدع.

تتميز هذه الشعبة باحتفاظها بحالة الفقاريات البدائية في العديد من الخصائص:
- الجلد نفاذ مما يسمح بانتشار الماء والغازات مباشرةً عبر الجلد.
- وجود الخياشيم في بعض فترات من دورة حياتها
- عدم وجود غشاء السلى
- غياب السقاء أو ظهوره في حالة بدائية
- خلايا الدم الحمراء المنواة.

## تاريخ الاكتشاف
كان العالم توماس هنري هكسلي أول من لاحظ الخصائص التي تجمع بين اللاسلويات في عام 1863، فهو من صاغ العبارة أشتيوود أو أشثيوبسيديا (السمكيات) («وجه السمكة») لهذه الشعبة. فهي عبارة عن تبويب تصنيفي يأتي تمامًا أسفل طائفة الفقاريات، على الرغم من أن هلسكي قدم شعبة السمكيات باعتبارها وحدة غير رسمية ولم يجازف مطلقًا في اتباع رتبة لينيه لهذه الشعبة. ويُقصد بالمصطلح أشثيوبسيديا (السمكيات) وجه السمكة أو شبيه السمكة وبالتالي، يختلف هذا المصطلح عن شعبة الصوربسيدا أو  الحيوانات ذات وجه السحالي (الزواحف والطيور) والثدييات.
بالنسبة للشعبة التي تمثل رتبة تطورية بدلًا من اعتبارها فرعًا حيويًا، فيُستخدم مصطلح لاسلوي الآن باعتباره طريقة غير رسمية للدلالة على الخاصية الفيزيائية التي تتميز بها الشعبة، بدلًا من كونه وحدة منهجية.